# چراغ‌های نیویورک (فیلم ۱۹۲۸)
چراغ‌های نیویورک (انگلیسی: Lights of New York) فیلمی در ژانر درام به کارگردانی برایان فوی است که در سال ۱۹۲۸ منتشر شد. این فیلم به کمک ضبط با ویتافون، اولین فیلم ناطق (اولین فیلم بلند تماماً ناطق) نام گرفته است.

## بازیگران
- هلن کاستلو
- کالن لندیس
- یوجین پلت
- ماری کار
- گلادیس براک‌ول
- ویلر اوکمن